# Кешбэк
Кешбэ́к — термин, который используется в сферах интернет-торговли, банковского дела и игорного бизнеса в качестве обозначения разновидности бонусной программы для привлечения клиентов и повышения их лояльности. Происходит от англ. cashback или амер. cash back — возврат наличных.
В розничной и интернет-торговле кешбэк — это отсроченная скидка, возвращаемая клиенту по истечении периода, отведённого на обмен/возврат.
В банковской сфере это программа лояльности, побуждающая клиента осуществлять покупки посредством пластиковой карты.
Схема кешбэка отличается от традиционных дисконтных схем и скидок и состоит в следующем:
- клиент оплачивает продавцу розничную цену (при этом могут учитываться любые скидки и акции, объявленные продавцом);
- возврат части стоимости покупки (бонус) клиент получает не от продавца, а от аффилиата, обеспечивающего продавцу приток покупателей;
- источник кешбэка — комиссионные, выплачиваемые продавцом аффилиату за каждого покупателя. Этими комиссионными владельцы кешбэк-сайтов делятся с покупателями, стимулируя их приобретать товары и услуги на своём портале.

В русский язык термин пришёл из Великобритании и США. Написание термина в русском языке долгое время было не формализовано. Употребляют его в различных вариантах в зависимости от источника заимствования:
- кешбэк (кэшбэк, кэшбек, кешбек, cashback) — из английских источников;
- кеш-бэк (кэш-бэк, кэш-бек, кеш-бек, cash back, cash-back) — из американских источников.

В 2020 году в орфографическом словаре закреплена форма кешбэк.

## Сферы использования

### Кешбэк-сервисы
В интернет-торговле под термином «кешбэк» подразумевается скидка в виде возврата части стоимости покупки на счёт покупателя в личном кабинете кешбэк-сервиса. Вывести деньги можно на мобильный телефон, банковскую карту, YooMoney, PayPal, Webmoney и т. д. Один из важных факторов при выборе кешбэк-сервиса — возможность вывода любой, даже незначительной, суммы без необходимости накапливания определённой величины.
В последнее время большую популярность набирают кешбэк-порталы. Они представляют собой навигационную площадку, перенаправляющую покупателя на сайты профильных интернет-магазинов, которые заключают с кешбэк-агрегатором партнёрские соглашения. Кешбэк-порталы часто предоставляют покупателям дополнительный сервис по поиску подходящего товара, сравнению цен, скидочных программ и акций в различных интернет-магазинах, предлагают несколько удобных вариантов оплаты через онлайн-системы и другие сопутствующие услуги.
При проведении операции покупки товара через кешбэк-портал клиент получает возврат определённого процента стоимости именно от кешбэк-маркета, а не от продавца этого товара (партнёрского интернет-магазина).

### Банки
В банковской сфере выпускают кредитные карты и дебетовые карты с кешбэком. В этом случае при оплате покупки с помощью данной карты на счёт покупателя зачисляется от 0,5 % до 3 % стоимости оплаченной покупки.
В некоторых банках действуют схемы возврата определённого процента потраченных средств не с любой покупки, а только с некоторых (к договору об открытии карты с опцией кэшбэк прилагается список предприятий, которые входят в партнёрскую программу). Например, может предоставляться кешбэк при оплате услуг определённой сети бензозаправочных станций либо кафе и ресторанов и т. п.
Опция кешбэк банковской карты может представлять собой как часть программы лояльности для клиентов банка, поощряющей их при использовании карты для безналичных платежей, так и коалиционную программу с партнёрскими торговыми организациями, стимулирующую покупательский спрос на определённые товары или услуги. Карта с кешбэком, выпущенная в рамках совместной программы лояльности банка и торгового предприятия, относится к кобрендовым картам.
Мусульмане также могут пользоваться кредитными картами. В случаях крайней нужды (дарура) допускается (мубах) пользование кредитными картами при условии, что выплата кредита будет осуществлена до начисления процентов по задолженности. Бонусы кэшбэка в таких картах необходимо направить на благотворительность.

### В игорном бизнесе
В игорном интернет-бизнесе термин применяется в качестве обозначения различных видов выплат игроку за активную игру, например, в покер-руме.
В этой сфере перекликаются понятия «рейкбэк» и «кешбэк». Основное отличие рейкбэка от кешбэка — алгоритм подсчёта бонусных баллов для определения размера вознаграждения. Кешбэк при активной игре приносит, как правило, более высокий процент выплаты, чем рейкбэк, поскольку расчёт размера кешбэка ведут по прогрессивной шкале (процент вознаграждения растёт по мере роста активности игрока), а рейкбэка — по фиксированной.
Также термин «кешбэк» применяется в тех покерных клубах, у которых в правилах имеется запрет на рейкбэк. В подобных случаях для повышения лояльности клиентов и привлечения новых игроков применяют другой способ выплаты бонусов, который и называют либо кешбэк, либо вельюбэк (англ. valueback).
Вельюбэк — обычно более широкое понятие, включающее в себя не только бонусные баллы, пересчитываемые на деньги, но и различные акции, VIP-программы и тому подобное.
Специализированные сайты, которые занимаются привлечением новых игроков в покер-румы, являются кешбэк-сайтами. Это маркетинговые, а не игровые площадки; они получают вознаграждение именно за свою работу, а затем делятся частью собственного заработка с клиентами в целях стимулирования повышения покупательского спроса — то есть выплачивают кешбэк игрокам.

### В гостиничном бизнесе
В гостиничном бизнесе термин «кешбэк» применяется для обозначения возврата определённого процента от суммы денежных средств, затраченных на проживание. Наиболее популярным этот вид программы лояльности является для командированных, за чье проживание платит работодатель, а деньги возвращаются на личный счёт остановившегося в отеле.
Служащие регистратуры в гостиницах также называют так возврат наличных в кассу, если по какой то причине они были изъяты из кассы в размере больше установленного минимума. Раз в сутки касса пополняется на недостающую сумму.